# ماسه‌شپشان
ماسه‌شپشان (نام علمی: Talitridae) نام یک تیره از راسته دوجورپایان است.